# Gripau comú
El gripau comú (Bufo bufo) és el gripau més gros dels Països Catalans i de tot Europa.

## Morfologia
Les femelles adultes, que són més grosses que els mascles, mesuren 15 cm de longitud, encara que, excepcionalment, alguns exemplars poden excedir aquesta xifra.
El seu cos és compacte i té la pell farcida de berrugues d'aspecte espinós.
Les glàndules paròtides són molt desenvolupades, prominents i disposades obliquament.
Els ulls tenen l'iris de color coure vermellós i la pupil·la és horitzontal.
Les tonalitats del dors són brunenques o rogenques, mentre que en el ventre dominen els tons grisencs. Tanmateix, a les extremitats, s'hi observen matisos carnosos. Aquestes coloracions poden presentar-se de manera uniforme o bé amb taques o clapes més fosques disposades irregularment.
El timpà és petit i els mascles tenen sacs vocals interns.
Les potes interiors són proveïdes de membrana interdigital fins a la meitat de la longitud dels dits.
La pell del gripau comú conté bufotoxines, un verí molt tòxic. La dosi d'un sol individu és capaç de provocar símptomes greus o fins i tot la mort en animals, inclosos humans. Els efectes clínics inclouen irritació i dolor als ulls, boca, nas i gola, passant per símptomes cardiovasculars i respiratoris, paràlisi i convulsions, augment de la salivació, vòmits, hipercalèmia, cianosi i també al·lucinacions. No se’n coneix cap antídot.

## Hàbitat

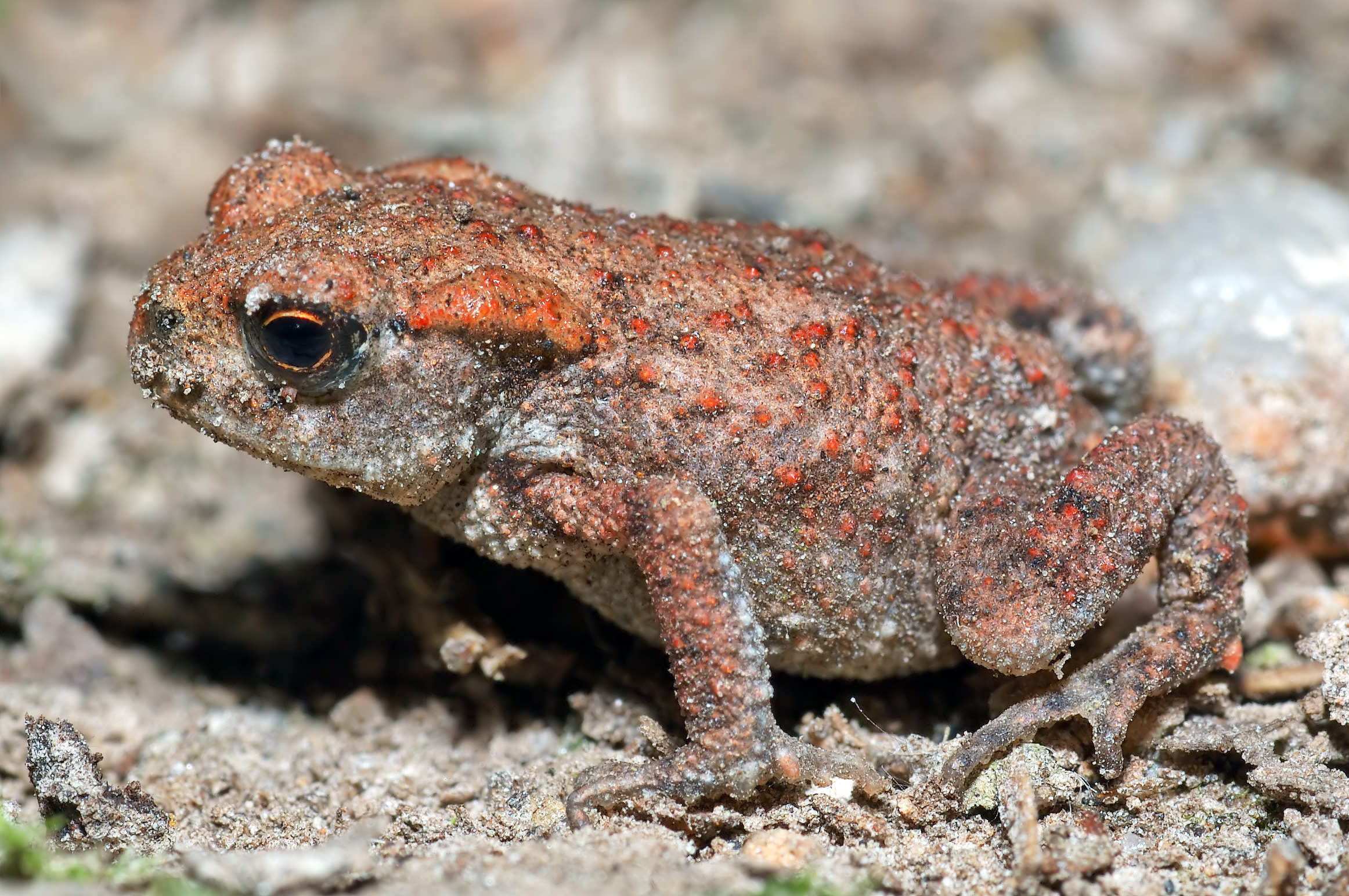
Gripau comú de dos mesos d'edat.

És essencialment terrestre i nocturn, però també se'l pot observar de dia, sobretot després d'haver plogut. És una forma ubiqüista que es troba amb abundor tant a les planes com a les zones muntanyenques de tot el Principat de Catalunya (des del nivell del mar fins als 2.500 m). Només manca a la plana central de Lleida i als Pirineus per sobre de l'altitud esmentada.
Amb tot, a les zones d'horta s'observa una certa regressió, causada probablement per l'ús desmesurat d'insecticides, que el priven de les seues preses alhora que l'afecten directament en engolir insectes emmetzinats.

## Alimentació
Es nodreix de cucs de terra, de mol·luscs i de tota mena d'artròpodes, bo i preferint els coleòpters. Pel seu règim alimentari és una espècie beneficiosa per a les activitats agràries.

## Reproducció
Com la majoria dels amfibis és molt prolífic. La femella, en arribar el bon temps, diposita en tolls i basses de 2.000 a 7.000 ous, disposats per parelles i units per una membrana gelatinosa que forma dos cordons. Al cap de dues setmanes, aproximadament, neixen els capgrossos, que, per tal d'arribar a tindre l'aspecte de llurs progenitors, hauran d'experimentar, en el seu cos, una sèrie de transformacions anatòmiques i fisiològiques (metamorfosi). La larva és petita i no sol superar els 32 mm de longitud.